# Daniela Pereira de Carvalho
Daniela Pereira de Carvalho (nascida em 25 de novembro de 1977) é uma dramaturga brasileira.
Formada atriz pela CAL (Casa de Arte das Laranjeiras) em 1998 e em Teoria do Teatro (2002) e com Mestrado em Artes Cênicas (2018) pela UniRio, escreveu seus primeiros textos como dramaturga para uma companhia teatral do Rio de Janeiro, Os Dezequelibrados, da qual desligou-se em 2005. Desse ano em diante, trabalhando em parcerias continuadas ou em trabalhos autorais, escreveu peças que lhe renderam diversos e importantes prêmios e reconhecimento da crítica como uma das mais importantes expoentes da dramaturgia brasileira contemporânea.

## Obra
- 2002 - Vida, o filme (em parceria com Ivan Sugahara)
- 2003 - Assassinato em série - uma Trilogia Teatral
- 2004 - Dilacerado
- 2005 - Lady Lázaro
- 2005 - Tudo é Permitido
- 2006 - Não Existem Níveis Seguros Para o Consumo Destas Substâncias
- 2006 - Renato Russo - O Musical
- 2007 - Por Uma Vida Um Pouco Menos Ordinária
- 2009 - Um Certo Van Gogh
- 2009 - Tom & Vínicius - O Musical
- 2010 - Estragaram todos os meus sonhos, seus cães miseráveis![2]
- 2011 - As próximas horas serão definitivas
- 2012 - Nem um dia se passa sem notícias suas[3]
- 2012 - Cowboy[4]
- 2015 - Cachorro Enterrado Vivo[5]
- 2015 - Contra o Vento[6]
- 2016 - Como Deixar de Ser[7]
- 2017 - Tubarões[8]
- 2018 - Guerra dos Mundos - Adaptado da obra de H. G. Wells.[9]
- 2018 - Memórias do Esquecimento - Adaptado da obra de Flávio Tavares.[10]
- 2022 - Uma Revolução dos Bichos - Adaptado da obra de George Orwell
- 2023 - A Hora do Boi
- 2023 - Outra Revolução dos Bichos - Adaptado da obra de George Orwell
- 2024 - A menina escorrendo dos olhos da mãe
- 2024 - REALPOLITIK

## Prêmios e Indicações
- Indicada ao Prêmio Shell de Teatro do Rio de Janeiro de 2005 de Melhor Texto por Tudo é Permitido.
- Ganhou o Prêmio Eletrobrás - APTR de melhor autor em 2006 por Não Existem Níveis Seguros Para o Consumo Destas Substâncias.[11]
- Indicada ao Prêmio Shell de Teatro do Rio de Janeiro de 2006 de Melhor Texto por Não Existem Níveis Seguros Para o Consumo Destas Substânicas.[12]
- Indicada ao Prêmio Eletrobrás - APTR de melhor autor em 2006 por Renato Russo - O Musical.
- Indicada ao Prêmio Shell de Teatro de São Paulo de 2007 de Melhor Texto por Por Uma Vida Menos Ordinária.[13]
- Indicada ao Prêmio Contigo! de Teatro de 2007 de Melhor Texto por Por Uma Vida Menos Ordinária.[14]
- Indicada ao Prêmio Contigo! de Teatro de 2009 de Melhor Texto por Um Certo Van Gogh.[15]
- Indicada ao Prêmio Contigo! de Teatro de 2011 de Melhor Texto por As próximas horas serão definitivas.[16]
- Indicada ao Prêmio de Teatro Cesgranrio de 2015 de Melhor Texto por Contra o Vento